# Šmihel pod Nanosom
Šmihel pod Nanosom je naselje u slovenskoj Općini Postojni. Šmihel pod Nanosom se nalazi u pokrajini Notranjskoj i statističkoj regiji Notranjsko-kraškoj. 

## Stanovništvo
Prema popisu stanovništva iz 2002. godine naselje je imalo 171 stanovnika.